# Aeroporto di Palermo-Punta Raisi
L'aeroporto internazionale di Palermo-Falcone e Borsellino (IATA: PMO, ICAO: LICJ), anche noto come aeroporto Punta Raisi, è un aeroporto italiano facente parte amministrativamente del comune di Cinisi, nella città metropolitana di Palermo.
Si trova in località Punta Raisi, 35 km a ovest di Palermo lungo la strada statale 113 Settentrionale Sicula. Nel 2023 ha registrato 8.103.024 passeggeri totali posizionandosi come terzo aeroporto del Mezzogiorno dopo Napoli e Catania, e nono, a livello nazionale.
La struttura è intitolata alla memoria di Giovanni Falcone e Paolo Borsellino, i magistrati palermitani uccisi nel 1992 dalla mafia.

## Storia ed ubicazione

### Gli inizi
La storia dell'aeroporto risale al 1953, data di fondazione della società Consorzio Autonomo per l'Aeroporto di Palermo, costituito per sostituire l'allora scalo cittadino, l'aeroporto di Boccadifalco, che all'epoca era il terzo scalo nazionale e non era più adeguato alle esigenze di traffico, con sempre più pressanti richieste di voli nazionali e internazionali.
I siti individuati durante gli studi preliminari, per la costruzione del nuovo aeroporto, furono due:
- La fascia costiera della Conca d'oro compresa tra i comuni di Bagheria e Ficarazzi, a circa 15 km da Palermo; una zona poco soggetta a raffiche di vento ma limitrofa ad aree molto abitate e con limitazioni nella fase di avvicinamento degli aeromobili per la presenza di Monte Pellegrino a ovest, di Capo Zafferano a est, e i Monti di Palermo a sud.
- La zona del comune di Cinisi denominata, appunto, Punta Raisi, sita tra Montagna Longa e il golfo di Castellammare; sebbene poco popolata e libera da ostacoli naturali lungo il sentiero di discesa, era nota per essere fortemente soggetta a venti di caduta, specie in caso di scirocco.

Senza passare per un pubblico concorso atto alla definizione del sito di costruzione dello scalo e in opposizione a tutti i tecnici che avevano dato parere negativo, il consorzio decise di costruire l'aeroporto a Punta Raisi.

### Il capo mafioso Gaetano Badalamenti
La costruzione dell'aeroporto avvenne nelle vicinanze del territorio del capo mafioso Gaetano Badalamenti. Sarebbe stato poi accertato che gli interessi politico-mafiosi e il potere della cosca di Cinisi furono più che determinanti nella scelta del sito di costruzione del nuovo scalo.
Nel 1956 venne presentato il progetto esecutivo alla Regione Siciliana e successivamente al Ministero dei Trasporti. Esso prevedeva due piste parallele, una di rullaggio e una di volo, con orientamento 07/25.
Il primo volo inaugurale avvenne il 2 gennaio 1960, da Roma Ciampino, ed era pilotato dall'allora ventinovenne pilota goriziano Ferdinando Fioretto.
Sin dalle prime attività dello scalo si presentarono i problemi causati dalla ventosità del sito, e per questa ragione venne progettata un'ulteriore pista trasversale rispetto alle altre due, con orientamento 02/20, per la quale furono necessari degli espropri duramente contestati anche dal giornalista Peppino Impastato, ucciso proprio per mano della cosca del boss di Cinisi.

### Prima espansione
Con l'assegnazione all'Italia del campionato mondiale di calcio 1990, avvenuta nel 1984, Palermo fu una delle città interessate dalla manifestazione; nacque quindi l'esigenza di ristrutturare l'aerostazione. Per assicurarne un collegamento più rapido al centro abitato si pensò a un raccordo ferroviario che unisse l'aeroporto alla linea ferroviaria per Trapani. I lavori sulla nuova aerostazione però vennero avviati molto tardi, nel 1987, e non si riuscì a rispettare la data dell'inizio dei mondiali: la nuova aerostazione infatti fu inaugurata solo nel 1995.
Alla data dell'inizio del mondiale erano disponibili tuttavia aree di accoglienza mirate, sala vip e sistemazione a verde, opere dall'architetto Francesco Buffa. I lavori per il collegamento ferroviario invece partirono soltanto dieci anni dopo e vennero completati nel 2001.
La nuova aerostazione inaugurata nel 1995 si trova a poca distanza dalla precedente, che da allora venne chiusa e utilizzata per motivi di servizio e scalo merci.

### Anni 2000 e il nuovo volto
Nel 2001 fu inaugurata una diramazione della ferrovia Palermo-Trapani con capolinea al piano -1 dell'aerostazione (stazione di Palermo Aeroporto). La linea è servita dai convogli del servizio ferroviario metropolitano di Palermo, che raggiunge il centro cittadino con varie fermate intermedie.
La vecchia aerostazione venne utilizzata per un breve periodo tra il 2004 e il 2006 come area arrivi in concomitanza con la ristrutturazione di alcune aree dell'aeroporto, infine a partire dal 2007 parte della vecchia aerostazione è stata modificata per accogliere il servizio di autonoleggio.
Nel 2009 il CIPE e la Regione Siciliana hanno stanziato circa 200 milioni di euro per la ristrutturazione totale dell'aerostazione e per la creazione di nuove strutture di supporto. L'aeroporto di Palermo fin dalla sua apertura nel 1960 è diventato un'importante base per Alitalia, la quale già operava con voli verso Napoli e Roma dall'Aeroporto di Palermo-Boccadifalco.

## Frequenze Radio
| Nome frequenza         | Frequenza (MHz) |
| ---------------------- | --------------- |
| RAISI Approach (02/20) | 118.65          |
| RAISI Approach (07/25) | 120.20          |
| RAISI ATIS             | 123.875         |
| RAISI Ground Control   | 121.625         |
| RAISI Tower            | 119.05          |

## Dati tecnici

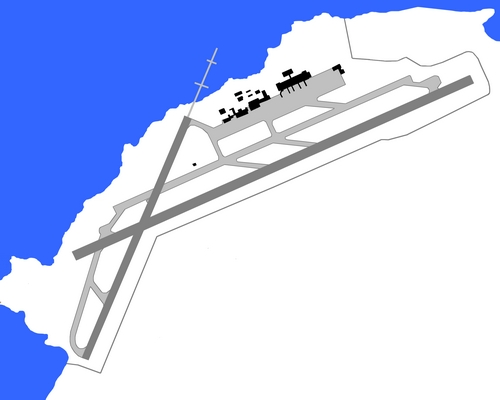
Mappa delle piste dell'aeroporto

L'aeroporto di Punta Raisi è dotato di due piste a incrocio, lunghe rispettivamente 3 326 metri e 2 068 metri e larghe rispettivamente 60 e 40 (classificazione ICAO 4E); sono dotate di ILS e tutte hanno il sistema PAPI. Normalmente viene usata le pista orientata a 244°, mentre la 02/20 è attiva solo in caso di vento particolarmente sfavorevole o quando non sono presenti aerei in atterraggio. La pista orientata a 244° può ospitare aerei di grandi dimensioni come il Boeing 747 o l'Airbus A330.
Quando è attiva la pista 07/25 viene spesso utilizzata come via di rullaggio la pista 02/20 per poi sfociare nell'altra via di rullaggio Tango (che è anche quella principale del complesso).
L'area di stazionamento è composta da numerosi manicotti d'imbarco che facilitano le operazioni di imbarco e sbarco dell'aeromobile (di questi, due sono costruiti per permettere l'imbarco simultaneo di un 747). Le altre uscite sono invece serviti dal classico servizio bus interpista offerto dall'aeroporto.

## Progetti per l'aeroporto

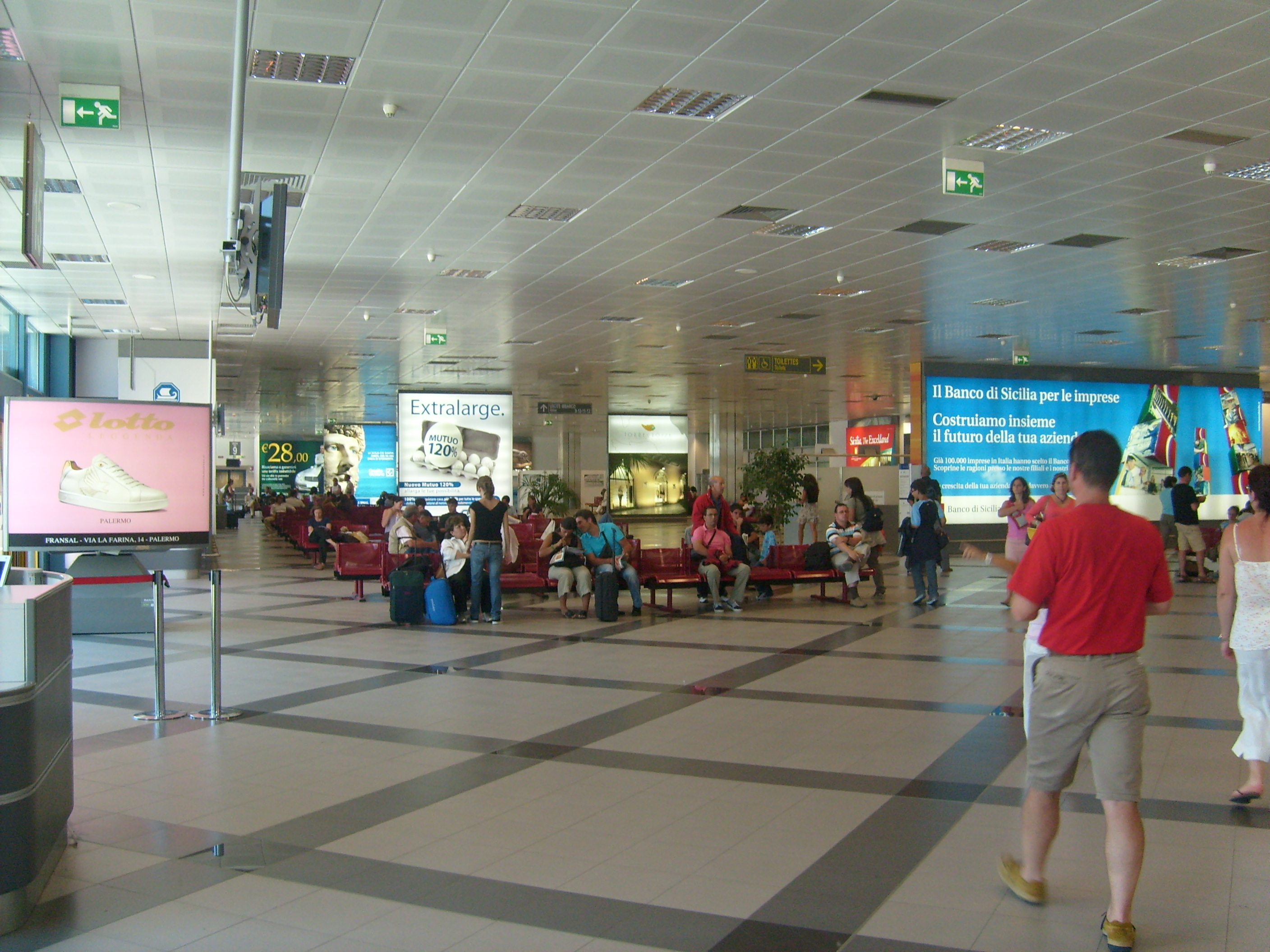
Sala imbarco

L'aeroporto è il nono scalo italiano per numero di passeggeri. Sono previste operazioni di ampliamento e ammodernamento.
Gesap, la società di gestione aeroportuale del capoluogo siciliano, ha messo a punto un piano di sviluppo che prevede finanziamenti finalizzati all'incremento della sicurezza nel terminal, l'ampliamento dell'attuale area di imbarco-sosta a una superficie di 15 000 m², 10 000 m² per le aree commerciali, 14 000 m² per gli spazi operativi delle compagnie aeree, ampliamento della seconda pista, 7 000 posti auto, nuove vie di accesso all'aeroporto.
Nell'estate 2016 è stata inaugurata il nuovo atrio arrivi e la palazzina uffici della Gesap. Il 16 maggio 2017 è stata inaugurata la terza sala per l'accettazione. Il 31 ottobre 2017 sono cominciati i lavori per il rifacimento delle piste 07/25 e 02/20 che terminarono dopo soli 50 giorni. Il 28 giugno del medesimo anno apre l'area esentasse "Aelia", seconda per estensione tra gli aeroporti italiani, che si sviluppa per 900 m² nell'area che prima era riservata agli uffici della Gesap e che sono stati spostati nel nuovo centro direzionale adiacente l'aerostazione.
Il 22 luglio 2019 sono stati inaugurati i lavori per l'adeguamento sismico ai quali seguiranno quelli per l'ampliamento e la ristrutturazione architettonica dell'aerostazione.

## Statistiche di traffico
Questo grafico non è disponibile a causa di un problema tecnico.
Si prega di non rimuoverlo.
Vedi la query Wikidata di origine.
| Gennaio             | 261 300         | 259 764         | 298 571          | 278 129         | 242 761         | 254 152          | 264 338          | 304 238          | 312 176          | 373 775           |
| Febbraio            | 242 972         | 237 672         | 255 618          | 235 850         | 218 288         | 225 748          | 235 465          | 295 971          | 279 320          | 339 949           |
| Marzo               | 300 118         | 299 932         | 369 933          | 314 536         | 282 682         | 293 934          | 300 896          | 362 555          | 362 446          | 432 515           |
| Aprile              | 400 323         | 352 726         | 440 469          | 412 169         | 366 139         | 382 660          | 408 077          | 430 665          | 476 486          | 547 530           |
| Maggio              | 406 432         | 399 466         | 461 702          | 434 710         | 415 255         | 428 965          | 453 967          | 490 439          | 537 379          | 616 735           |
| Giugno              | 399 155         | 399 918         | 467 980          | 460 006         | 431 068         | 451 748          | 470 377          | 519 079          | 569 850          | 653 811           |
| Luglio              | 472 478         | 458 115         | 533 137          | 512 016         | 487 107         | 513 917          | 555 427          | 598 514          | 634 661          | 721 191           |
| Agosto              | 518 746         | 519 326         | 566 655          | 528 035         | 503 808         | 555 649          | 577 374          | 608 512          | 633 117          | 732 081           |
| Settembre           | 430 046         | 418 097         | 513 085          | 459 749         | 454 826         | 484 811          | 516 296          | 557 540          | 598 026          | 696 816           |
| Ottobre             | 352 235         | 371 824         | 434 601          | 373 363         | 367 217         | 383 505          | 436 339          | 463 325          | 523 104          | 600 046           |
| Novembre            | 266 788         | 298 861         | 304 335          | 292 750         | 273 318         | 283 733          | 326 236          | 331 149          | 414 461          | 439 646           |
| Dicembre            | 299 970         | 330 649         | 325 372          | 284 058         | 298 883         | 299 164          | 355 044          | 356 562          | 423 971          | 447 377           |
| TOTALE (Variazione) | 4 376 143 -1,6% | 4 367 342 -0,2% | 4 992 798 +14,3% | 4 608 533 -7,7% | 4 349 672 -5,6% | 4 553 631 +5,09% | 4 892 304 +7,44% | 5 309 137 +9,06% | 5 753 045 +8,08% | 6 601 472 +14,75% |
| Fonte: Assaeroporti |                 |                 |                  |                 |                 |                  |                  |                  |                  |                   |

| Gennaio             | 398 924       | 426 651           | 88 756            | 305 439           | 418 899           | 446 958           | 473 036          |
| Febbraio            | 378 776       | 373 224           | 73 168            | 350 720           | 396 659           | 435 703           | 484 343          |
| Marzo               | 461 090       | 83 703            | 92 703            | 464 384           | 491 167           | 561 260           | 601 215          |
| Aprile              | 589 970       | 6 150             | 131 529           | 637 521           | 710 536           | 792 171           |                  |
| Maggio              | 658 348       | 14 860            | 199 655           | 706 381           | 776 367           | 885 594           |                  |
| Giugno              | 699 415       | 78 808            | 446 885           | 728 697           | 816 693           | 892 421           |                  |
| Luglio              | 775 303       | 322 611           | 667 406           | 805 283           | 981 267           | 1 019 187         |                  |
| Agosto              | 770 254       | 476 103           | 742 309           | 798 232           | 905 199           | 1 004 073         |                  |
| Settembre           | 714 589       | 403 870           | 630 072           | 761 556           | 835 774           | 924 455           |                  |
| Ottobre             | 614 123       | 316 525           | 581 587           | 691 153           | 785 671           | 851 727           |                  |
| Novembre            | 455 407       | 86 269            | 459 420           | 417 969           | 475 500           | 542 101           |                  |
| Dicembre            | 498 361       | 112 725           | 462 738           | 450 722           | 509 292           | 552 247           |                  |
| TOTALE (Variazione) | 7 014 560 +6% | 2 701 499 -61,49% | 4 576 228 +69,40% | 7 118 057 +55,54% | 8 103 024 +13,84% | 8 910 170 +10,10% | 1 558 594 +8,09% |
| Fonte: Assaeroporti |               |                   |                   |                   |                   |                   |                  |

| Anno         | Totale passeggeri | Quota  | Totale movimenti | Quota |
| ------------ | ----------------- | ------ | ---------------- | ----- |
| 1999         | 2.886.775         |        | 38.025           |       |
| 2000         | 3.199.782         | 10,8%  | 43.508           | 12,6% |
| 2001         | 3.175.513         | 0,8%   | 41.777           | 4%    |
| 2002         | 3.515.102         | 10,7%  | 44.330           | 6,2%  |
| 2003         | 3.633.018         | 3,4%   | 42.866           | 3,3%  |
| 2004         | 3.759.978         | 3,5%   | 42.766           | 0,2%  |
| 2005         | 3.810.860         | 1,4%   | 44.065           | 3%    |
| 2006         | 4.280.614         | 11,5%  | 47.335           | 7,4%  |
| 2007         | 4.511.165         | 5,7%   | 51.217           | 8,2%  |
| 2008         | 4.446.142         | 1,4%   | 49.185           | 4%    |
| 2009         | 4.376.143         | 1,6%   | 49.878           | 1,4%  |
| 2010         | 4.367.342         | 0,2%   | 47.076           | 5,6%  |
| 2011         | 4.992.798         | 14,3%  | 48.865           | 3,8%  |
| 2012         | 4.608.533         | 7,7%   | 42.925           | 12,2% |
| 2013         | 4.349.672         | 5,6%   | 40.244           | 6,2%  |
| 2014         | 4.553.631         | 5,09%  | 41.321           | 2,7%  |
| 2015         | 4.892.304         | 7,44%  | 42.407           | 0,4%  |
| 2016         | 5.309.137         | 9,06%  | 44.122           | 4%    |
| 2017         | 5.753.045         | 8,08%  | 46.627           | 5,7%  |
| 2018         | 6.601.472         | 14,75% | 51.418           | 10,3% |
| 2019         | 7.007.336         | 6%     | 53.038           | 5,5%  |
| 2020         | 2.7014.99         | 61,49% | 28.421           | 47,6% |
| 2021         | 4.576.228         | 69,40% | 37.992           | 47,1% |
| 2022         | 7.118.057         | 55,54% | 52.037           | 35,3% |
| 2023         | 8.103.024         | 13,84% | 59.769           | 6,9%  |
| 2024         | 8.910.170         | 10,10% | 61.204           | 9%    |
| 2025 gen-mar | 1.558.594         | 8,09%  | 10.811           | 3,08% |

## Incidenti
Nel corso della sua attività, l'Aeroporto di Palermo ha subito degli incidenti (due mortali, altri solo lievi). La lista degli incidenti è la seguente:
- 5 maggio 1972, lo schianto di Montagna Longa del Volo Alitalia 112, in questa occasione morirono tutte le 115 persone che si trovavano sull'aeroplano;
- 23 dicembre 1978, il disastro di Punta Raisi Volo Alitalia AZ 4128, quando avvenne lo schianto a mare del Douglas DC-9 che causò la morte di 108 persone a bordo del velivolo e 21 sopravvissuti;[8]
- 27 settembre 1989, un DC-9 Super 80 dell'ATI (marche I-DAVR) diretto a Milano con 104 persone a bordo, in fase di decollo sulla pista 07-25 perde improvvisamente quota e termina la sua corsa sullo sterrato a poche decine di metri dal mare: il bilancio finale è di 2 feriti lievi;
- 24 settembre 2010, l'incidente del volo IV 243, proveniente da Roma Fiumicino operato da un Airbus 319-132 della Wind Jet, marche EI-EDM, che in atterraggio è uscito fuori pista, rompendo completamente il carrello principale e comportando l'evacuazione dei passeggeri attraverso gli scivoli con un bilancio finale di pochi feriti lievi.

## Collegamenti

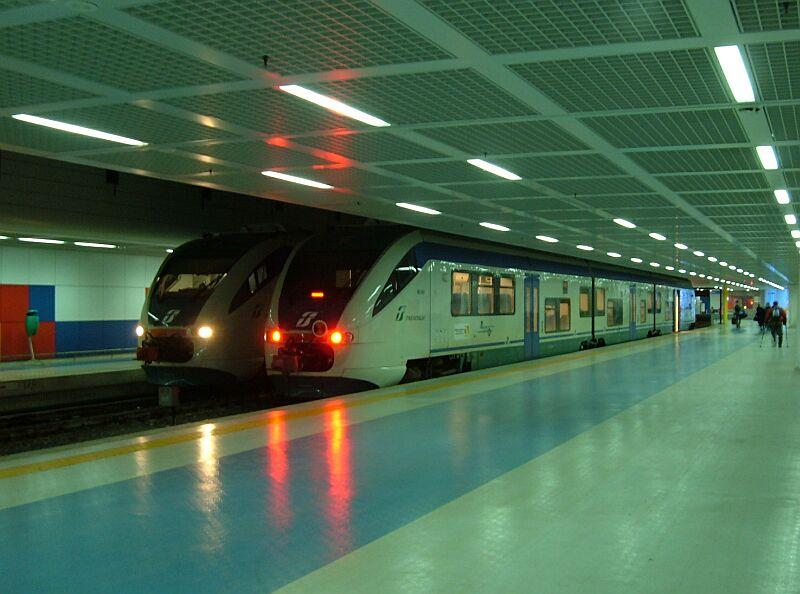
Stazione “Punta Raisi” del servizio ferroviario metropolitano di Palermo

L'aeroporto dista circa 35 km da Palermo. Provenendo dalla città, bisogna percorrere l'Autostrada A29 in direzione Mazara del Vallo, uscire allo svincolo “Aeroporto Falcone e Borsellino" e seguire le indicazioni per l'aeroporto. Se si arriva da Mazara del Vallo o da Trapani, bisogna percorrere in direzione Palermo l'Autostrada A29 e uscire al medesimo svincolo “Punta Raisi - Aeroporto Falcone e Borsellino"; in entrambi i casi, bisognerà percorrere l'A29 racc.
L'aeroporto può essere raggiunto anche in treno: il servizio Trinacria Express (servizio ferroviario metropolitano di Palermo) collega la città di Palermo direttamente con l'aerostazione in circa un'ora; il costo del biglietto è di 6,50 €. Da giugno 2015 il servizio ferroviario è stato sospeso per il raddoppio e interramento dei binari per la linea aeroporto-Palermo Notarbartolo. La riattivazione della tratta è stata il 7 ottobre 2018. Nell'estate 2023 è stato inaugurato il Genio Express, treno diretto Palermo - Punta Raisi con unica fermata intermedia a Notarbartolo, che percorre la tratta in 34 minuti.
Infine è possibile muoversi tra Palermo e l'aeroporto in taxi o autobus.
- Trinacria Express Palermo Aeroporto - Palermo Centrale
- Cefalù Line Palermo Aeroporto - Cefalù (operato solo nel periodo estivo)[9]
- Prestia e Comandè Palermo Aeroporto - Palermo Centrale
- Segesta Autolinee Palermo Aeroporto - Trapani
- Sal Autolinee Licata Palermo Aeroporto - Agrigento, Porto Empedocle
- Autolinee Gallo Palermo Aeroporto - Menfi, Ribera, Sciacca
- A29 racc Diramazione per Punta Raisi
- Taxi

## Gestori
- Fly Service
- Aviapartner
- GH Palermo
- ASC Handling

## Galleria d'immagini

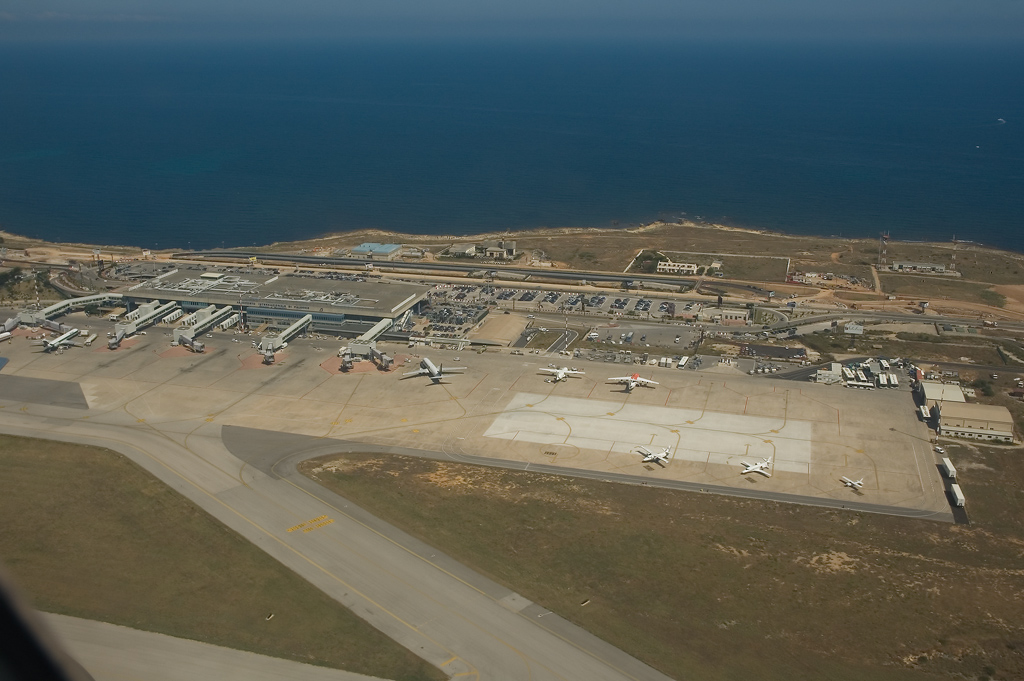
Vecchio piazzale aeromobili visto dall'aereo
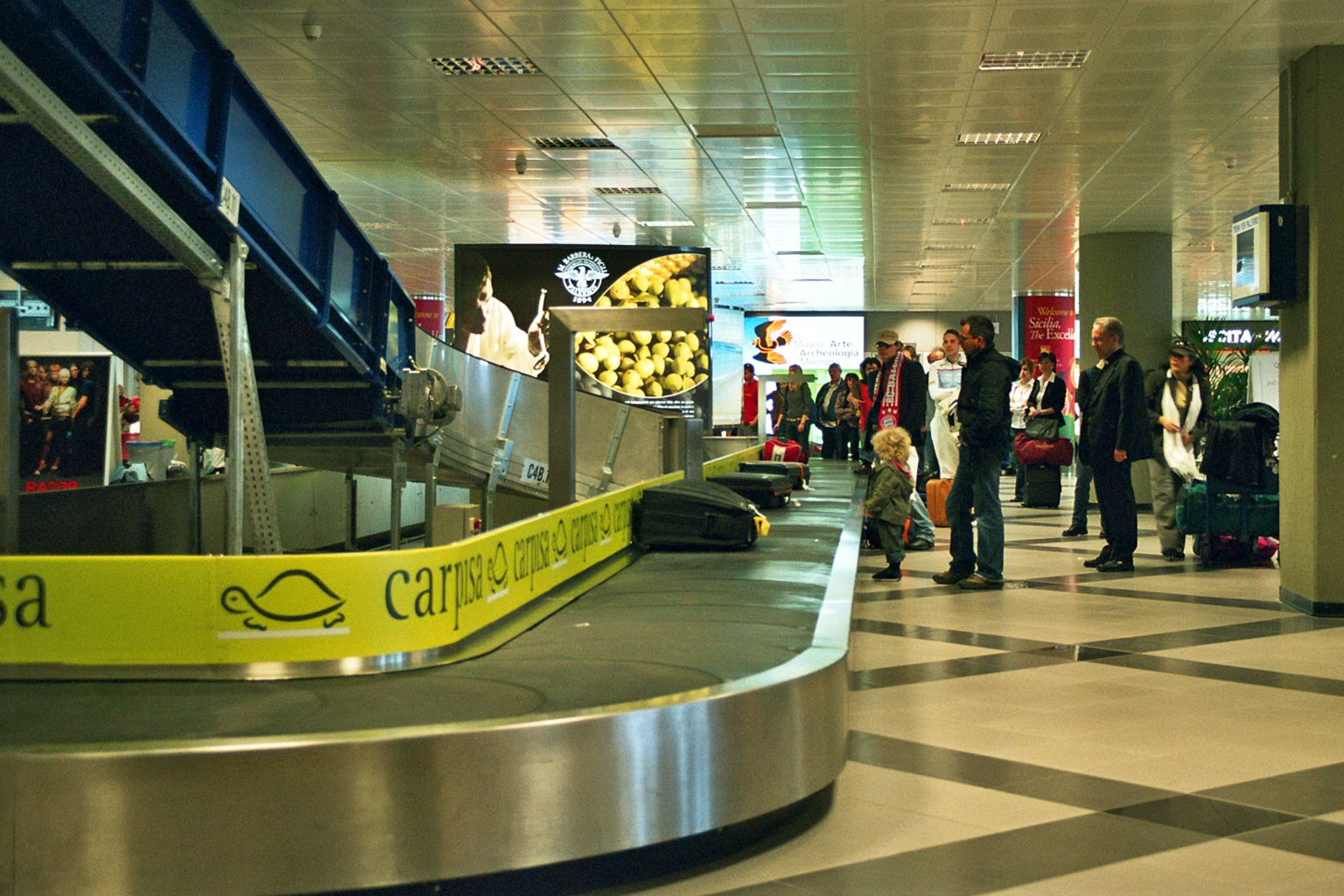
Ritiro bagagli
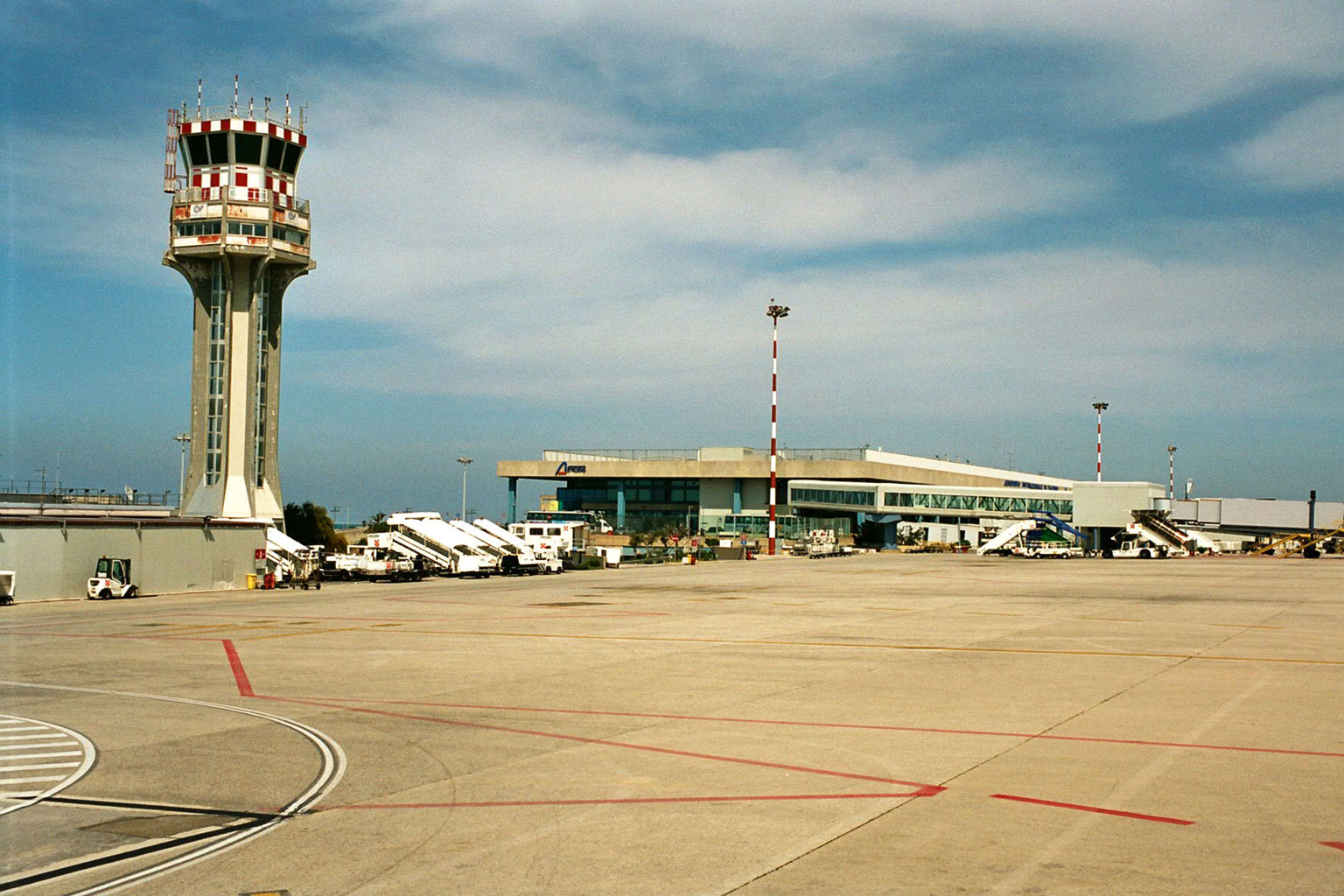
Piazzale aeromobili

## Multimediali
Audio
- Atis di Palermo alle 18LT del 31/12/07